# Sebastian Barthold
Sebastian Barthold (Oslo, 27 de agosto de 1991) es un jugador de balonmano noruego que juega de extremo izquierdo en el Aalborg HB. Es internacional con la selección de balonmano de Noruega.

## Palmarés

### Haslum
- Liga de Noruega de balonmano (1): 2011
- Copa de Noruega de balonmano (3): 2011, 2012, 2017

### Aalborg
- Liga danesa de balonmano (4): 2019, 2020, 2021, 2024
- Copa de Dinamarca de balonmano (2): 2018, 2021
- Supercopa de Dinamarca de balonmano (2): 2019, 2020

## Clubes
| Club       | País      | Año         |
| ---------- | --------- | ----------- |
| Haslum HK  | Noruega   | 2010 - 2017 |
| Aalborg HB | Dinamarca | 2017 - Act. |